# Cercocarpus ledifolius
Cercocarpus ledifolius är en rosväxtart som beskrevs av Thomas Nuttall. Cercocarpus ledifolius ingår i släktet Cercocarpus och familjen rosväxter. Utöver nominatformen finns också underarten C. l. intercedens.

## Bildgalleri

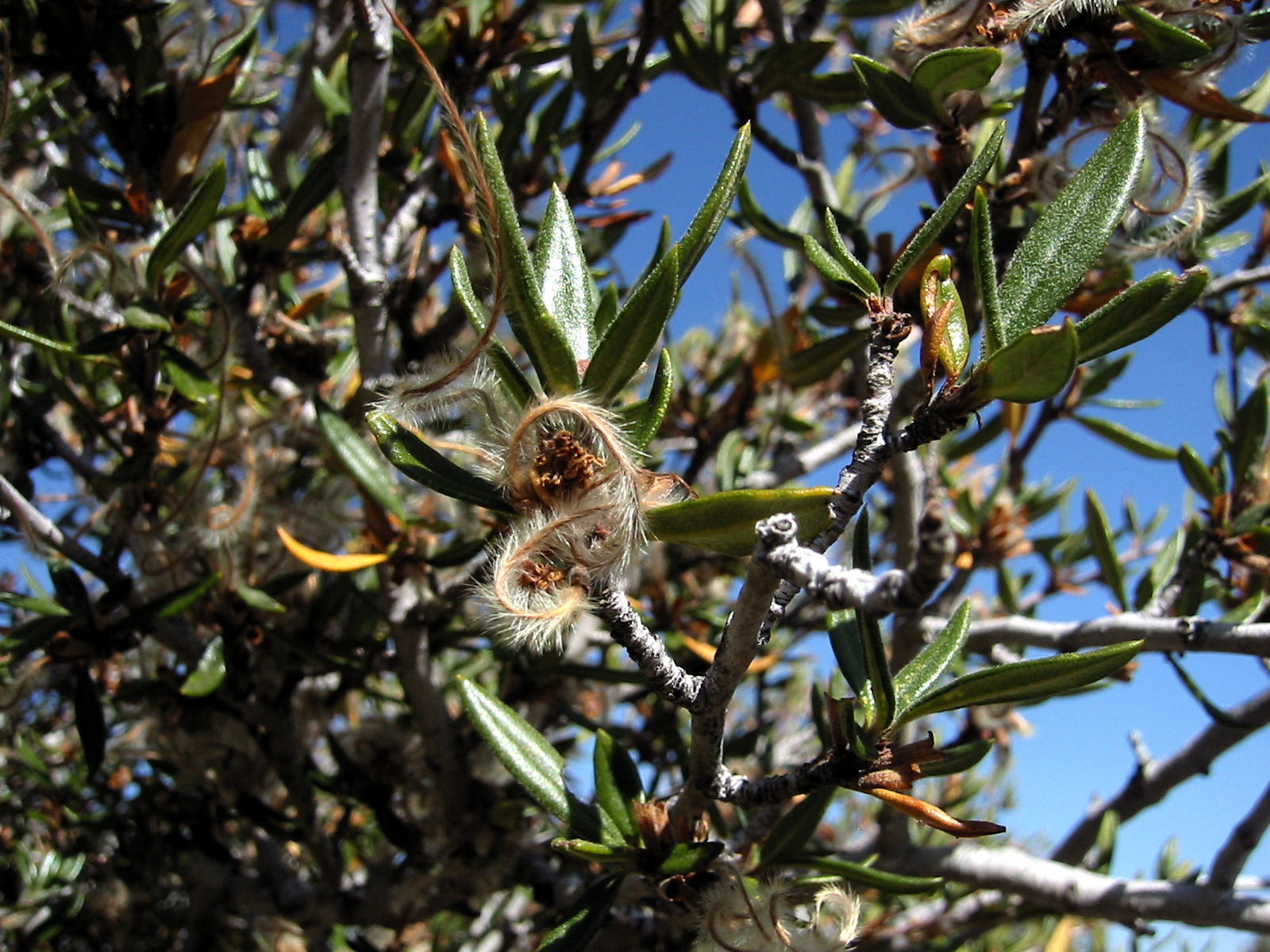
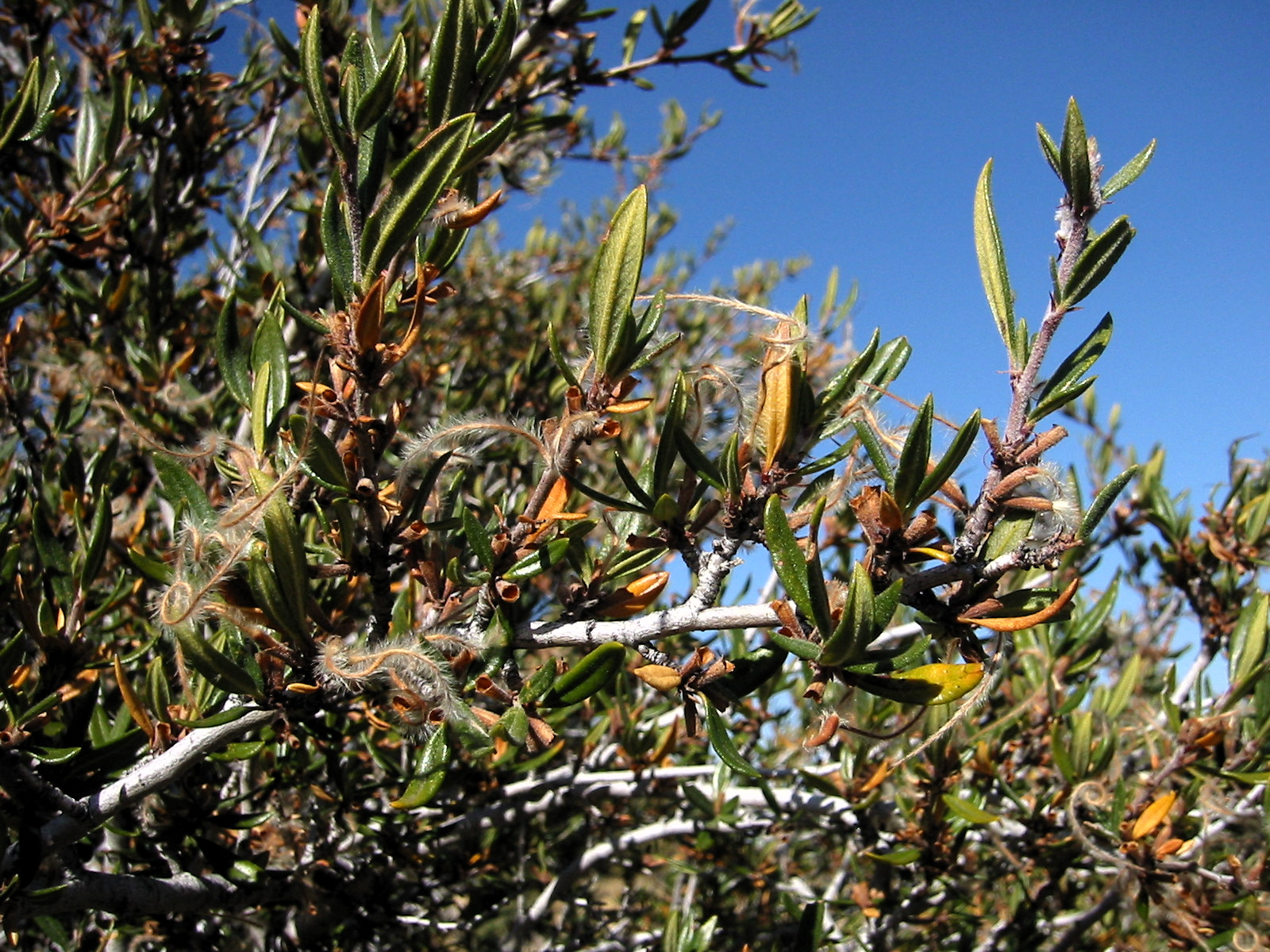
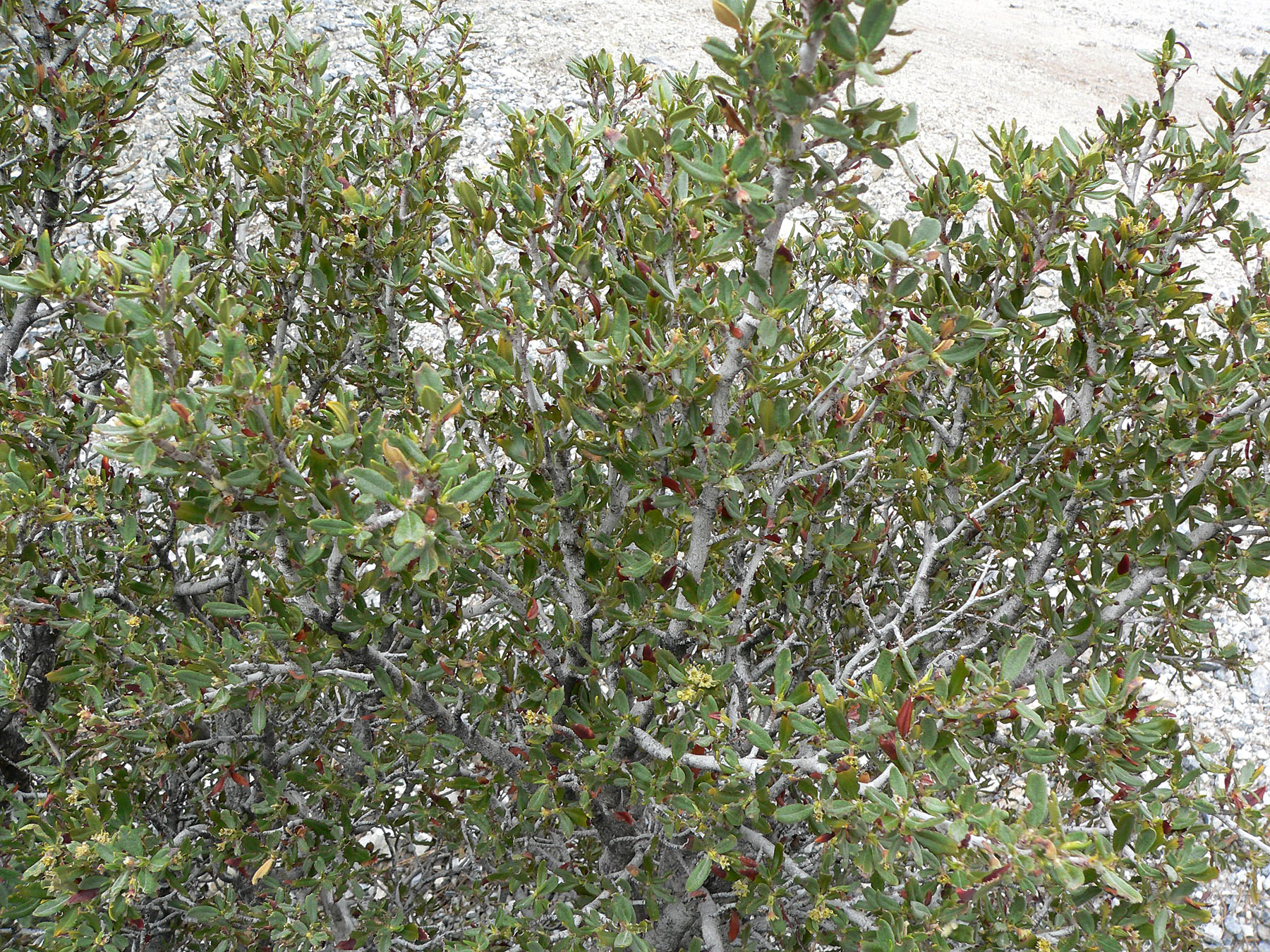
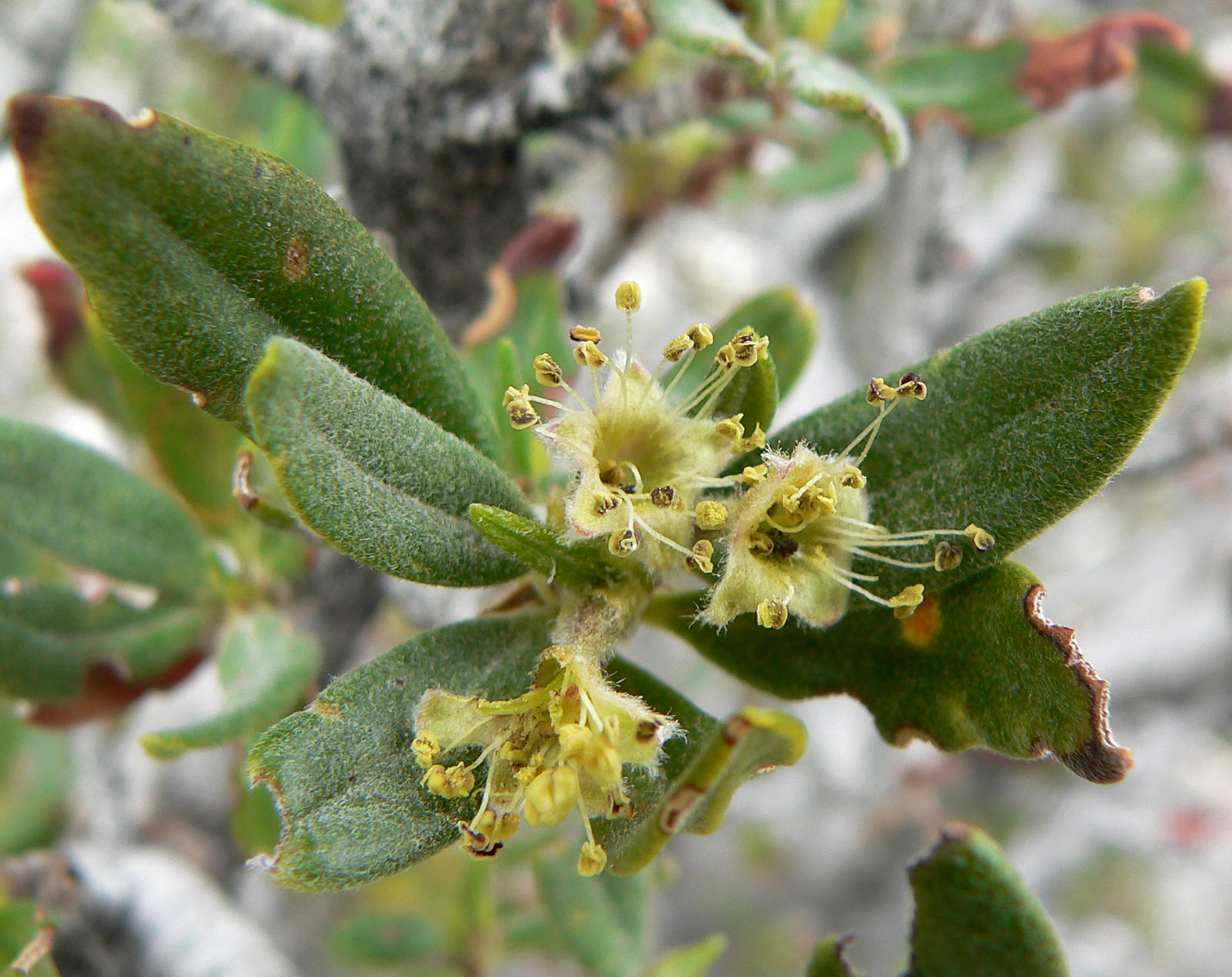
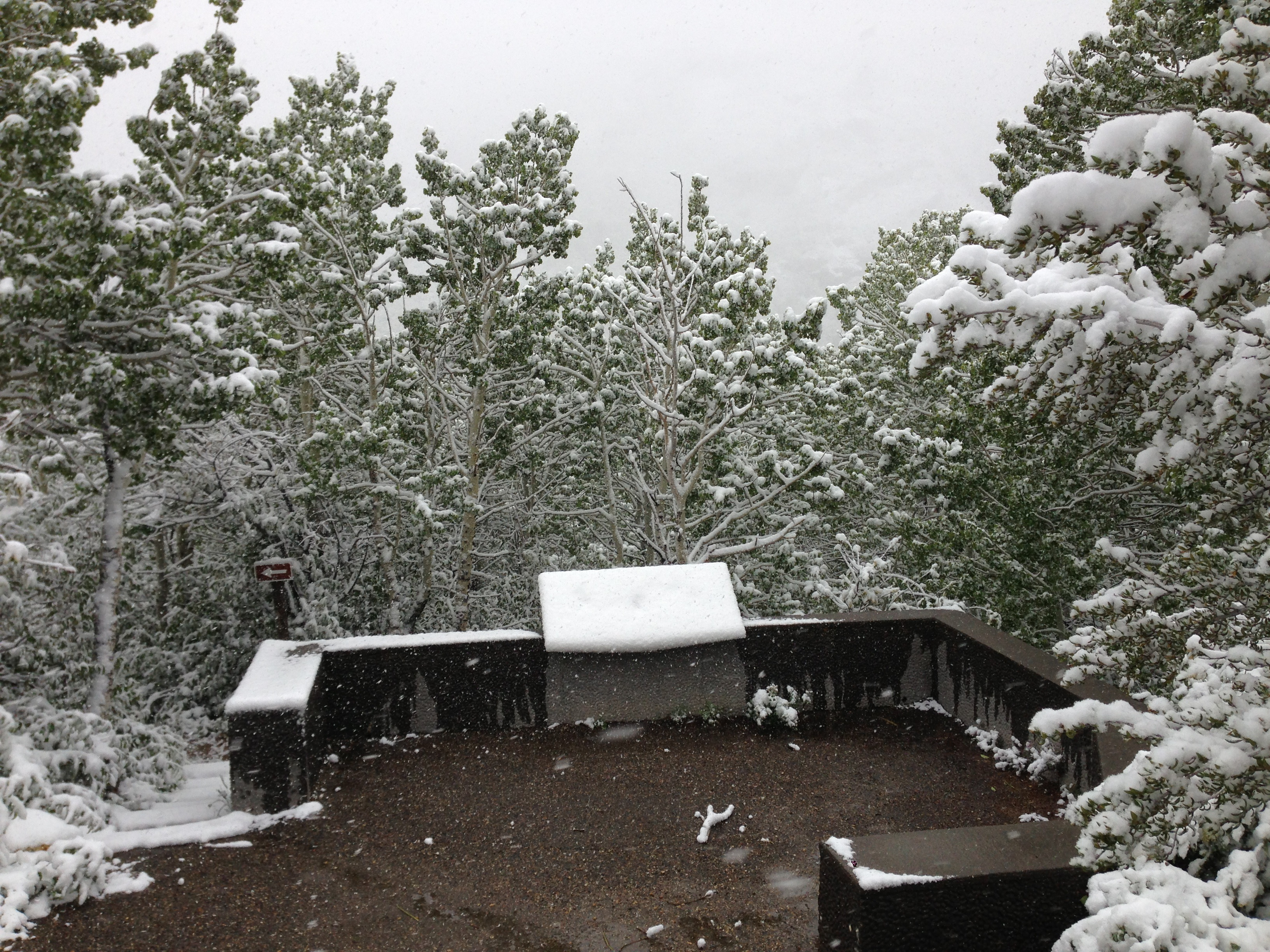
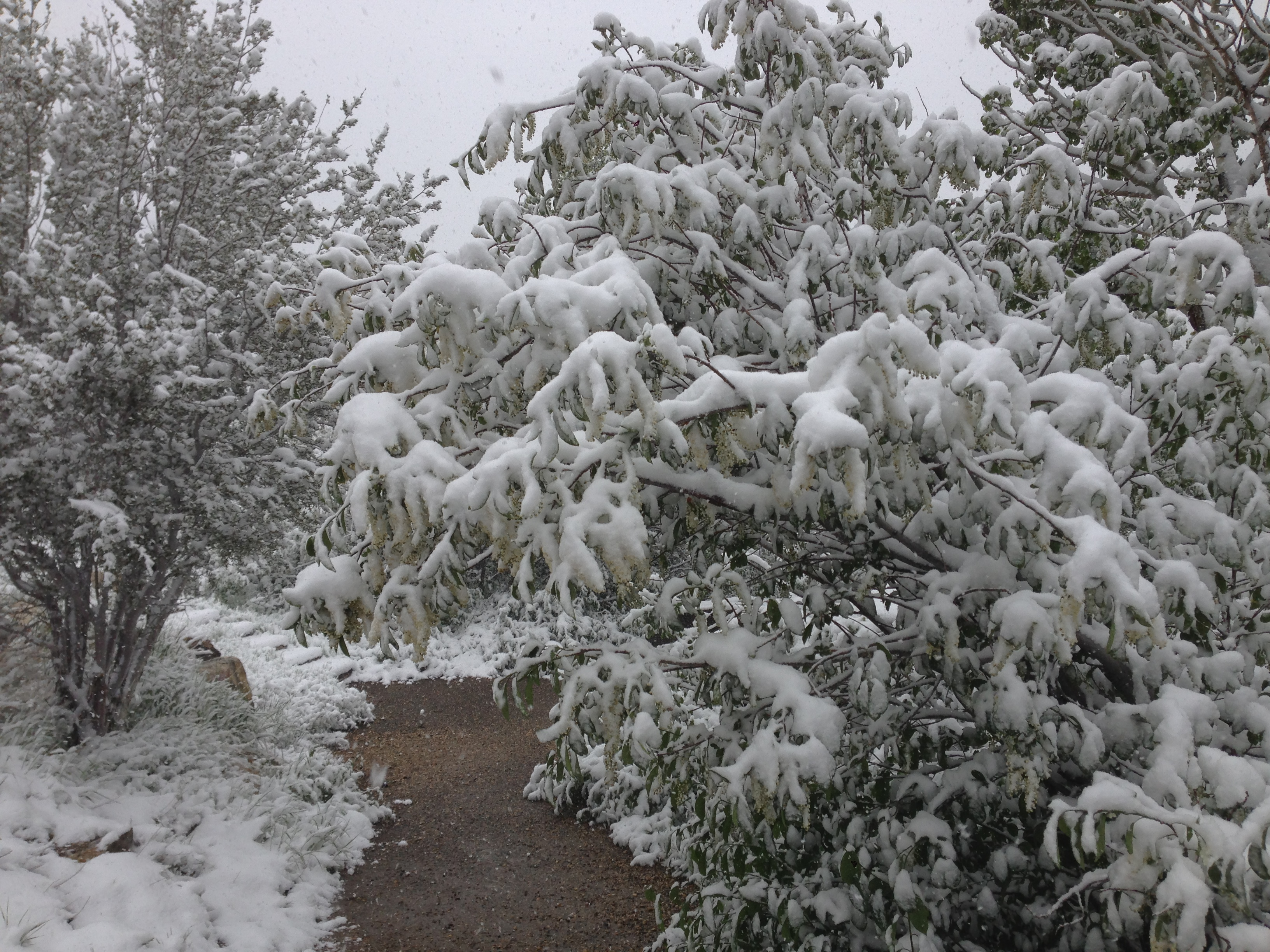